# Prize of Moscow News

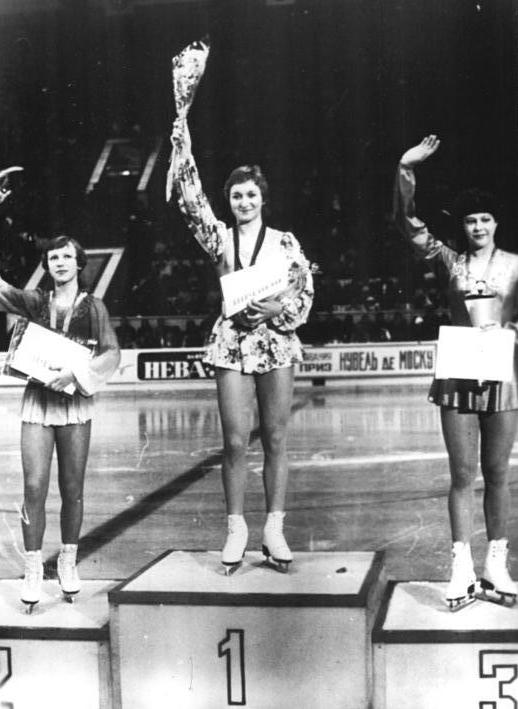
Carola Weissenberg, Kira Iwanowa e Marina Ignatowa competindo no Prêmio de Notícias de Moscou de 1978

Prize of Moscow News (em russo:  Приз газеты «Московские новости»), Moscow Skate (em russo:  Московские коньки; de 1966 a 1972), Nouvelles de Moscou (de 1973 a 1977), foi uma competição internacional de patinação artística no gelo de nível sênior, disputado na cidade de Moscou, na extinta União Soviética. A competição foi disputada anualmente entre 1966 e 1990, exceto em 1989, e eram disputados quatro evento: individual masculino, individual feminino, duplas e dança no gelo.

## Edições
| Ano  | Edição               | Cidade sede          | Sênior               | Sênior               | Sênior               | Sênior               | Ref                  |
| Ano  | Edição               | Cidade sede          | M                    | F                    | P                    | D                    | Ref                  |
| ---- | -------------------- | -------------------- | -------------------- | -------------------- | -------------------- | -------------------- | -------------------- |
| 1966 | 1.ª                  | Moscou               | •                    | •                    | •                    | •                    | [ 1 ]                |
| 1967 | 2.ª                  | Moscou               | •                    | •                    | •                    | •                    | [ 2 ]                |
| 1968 | 3.ª                  | Moscou               | •                    | •                    | •                    | •                    | [ 3 ]                |
| 1969 | 4.ª                  | Moscou               | •                    | •                    | •                    | •                    | [ 4 ]                |
| 1970 | 5.ª                  | Moscou               | •                    | •                    | •                    | •                    | [ 5 ]                |
| 1971 | 6.ª                  | Moscou               | •                    | •                    | •                    | •                    | [ 6 ]                |
| 1972 | 7.ª                  | Moscou               | •                    | •                    | •                    | •                    | [ 7 ]                |
| 1973 | 8.ª                  | Moscou               | •                    | •                    | •                    | •                    | [ 8 ]                |
| 1974 | 9.ª                  | Moscou               | •                    | •                    | •                    | •                    | [ 9 ]                |
| 1975 | 10.ª                 | Moscou               | •                    | •                    | •                    | •                    | [ 10 ]               |
| 1976 | 11.ª                 | Moscou               | •                    | •                    | •                    | •                    | [ 11 ]               |
| 1977 | 12.ª                 | Moscou               | •                    | •                    | •                    | •                    | [ 12 ]               |
| 1978 | 13.ª                 | Moscou               | •                    | •                    | •                    | •                    | [ 13 ]               |
| 1979 | 14.ª                 | Moscou               | •                    | •                    | •                    | •                    | [ 14 ]               |
| 1980 | 15.ª                 | Moscou               | •                    | •                    | •                    | •                    | [ 15 ]               |
| 1981 | 16.ª                 | Moscou               | •                    | •                    | •                    | •                    | [ 16 ]               |
| 1982 | 17.ª                 | Moscou               | •                    | •                    | •                    | •                    | [ 17 ]               |
| 1983 | 18.ª                 | Moscou               | •                    | •                    | •                    | •                    | [ 18 ]               |
| 1984 | 19.ª                 | Moscou               | •                    | •                    | •                    | •                    | [ 19 ]               |
| 1985 | 20.ª                 | Moscou               | •                    | •                    | •                    | •                    | [ 20 ]               |
| 1986 | 21.ª                 | Moscou               | •                    | •                    | •                    | •                    | [ 21 ]               |
| 1987 | 22.ª                 | Moscou               | •                    | •                    | •                    | •                    | [ 22 ]               |
| 1988 | 23.ª                 | Moscou               | •                    | •                    | •                    | •                    | [ 23 ]               |
| 1989 | Não houve competição | Não houve competição | Não houve competição | Não houve competição | Não houve competição | Não houve competição | Não houve competição |
| 1990 | 24.ª                 | Moscou               | •                    | •                    | •                    | •                    | [ 24 ]               |

## Lista de medalhistas

### Individual masculino
| Evento      | Ouro                                  | Prata                              | Bronze                                |
| Moscou 1966 | Ondrej Nepela · Tchecoslováquia       |                                    |                                       |
| Moscou 1967 | Marian Filc · Tchecoslováquia         | Sergei Volkov · União Soviética    |                                       |
| Moscou 1968 | Sergei Chetverukhin · União Soviética |                                    |                                       |
| Moscou 1969 | Sergei Volkov · União Soviética       | Vladimir Kovalev · União Soviética | Yuri Ovchinnikov · União Soviética    |
| Moscou 1970 | Sergei Chetverukhin · União Soviética | Sergei Volkov · União Soviética    | Vladimir Kovalev · União Soviética    |
| Moscou 1971 | Sergei Chetverukhin · União Soviética | Vladimir Kovalev · União Soviética | Sergei Volkov · União Soviética       |
| Moscou 1972 | Sergei Chetverukhin · União Soviética | Sergei Volgushev · União Soviética | Bernd Wunderlich · Alemanha Oriental  |
| Moscou 1973 | Vladimir Kovalev · União Soviética    | Ron Shaver · Canadá                | Igor Bobrin · União Soviética         |
| Moscou 1974 | Vladimir Kovalev · União Soviética    | Sergei Volkov · União Soviética    | Minoru Sano · Japão                   |
| Moscou 1975 | Vladimir Kovalev · União Soviética    | Sergei Volkov · União Soviética    | Konstantin Kokora · União Soviética   |
| Moscou 1976 | Vladimir Kovalev · União Soviética    | Yuri Ovchinnikov · União Soviética | Sergei Volkov · União Soviética       |
| Moscou 1977 | Yuri Ovchinnikov · União Soviética    | Sergei Volkov · União Soviética    | Igor Bobrin · União Soviética         |
| Moscou 1978 | Konstantin Kokora · União Soviética   | Igor Bobrin · União Soviética      | Mario Liebers · Alemanha Oriental     |
| Moscou 1979 | Igor Bobrin · União Soviética         | Vladimir Kotin · União Soviética   | Vladimir Raschetnov · União Soviética |
| Moscou 1980 | Igor Bobrin · União Soviética         |                                    |                                       |
| Moscou 1981 | Vladimir Kotin · União Soviética      | Igor Bobrin · União Soviética      | Vitali Egorov · União Soviética       |
| Moscou 1982 | Alexander Fadeev · União Soviética    |                                    |                                       |
| Moscou 1983 | Vladimir Kotin · União Soviética      | Gary Beacom · Canadá               |                                       |
| Moscou 1984 | Alexander Fadeev · União Soviética    | Vladimir Kotin · União Soviética   | Viktor Petrenko · União Soviética     |
| Moscou 1985 | Alexander Fadeev · União Soviética    | Vladimir Kotin · União Soviética   | Vitali Egorov · União Soviética       |
| Moscou 1986 | Vladimir Kotin · União Soviética      | Vitali Egorov · União Soviética    | Vladimir Petrenko · União Soviética   |
| Moscou 1987 | Alexander Fadeev · União Soviética    | Daniel Doran · Estados Unidos      | Vladimir Petrenko · União Soviética   |
| Moscou 1988 | Vladimir Petrenko · União Soviética   | Yuri Tsimbaliuk · União Soviética  | Alexander Fadeev · União Soviética    |
| 1989        | Não houve competição                  | Não houve competição               | Não houve competição                  |
| Moscou 1990 | Alexei Urmanov · União Soviética      | Mikhail Shmerkin · Israel          | Oleg Tataurov · União Soviética       |

### Individual feminino
| Evento      | Ouro                                   | Prata                                  | Bronze                                  |
| Moscou 1966 | Martina Clausner · Alemanha Oriental   |                                        |                                         |
| Moscou 1967 | Zsuzsa Almássy · Hungria               |                                        |                                         |
| Moscou 1968 | Elena Shcheglova · União Soviética     | Galina Grzhibovskaya · União Soviética | Sonja Morgenstern · Alemanha Oriental   |
| Moscou 1969 | Elena Shcheglova · União Soviética     | Elena Alexandrova · União Soviética    | Simone Gräfe · Alemanha Oriental        |
| Moscou 1970 | Marina Titova · União Soviética        | Simone Gräfe · Alemanha Oriental       | Gundi Niesen · Alemanha Ocidental       |
| Moscou 1971 | Marina Titova · União Soviética        | Elena Kotova · União Soviética         | Steffi Knoll · Alemanha Oriental        |
| Moscou 1972 | Cathy-Lee Irwin · Canadá               | Isabel de Navarre · Alemanha Ocidental | Tatiana Oleneva · União Soviética       |
| Moscou 1973 | Gerti Schanderl · Alemanha Ocidental   | Liudmila Bakonina · União Soviética    | Marion Weber · Alemanha Oriental        |
| Moscou 1974 | Lynn Nightingale · Canadá              | Liudmila Bakonina · União Soviética    | Petra Wagner · Alemanha Ocidental       |
| Moscou 1975 | Elena Vodorezova · União Soviética     | Wendy Burge · Estados Unidos           | Karin Enke · Alemanha Oriental          |
| Moscou 1976 | Elena Vodorezova · União Soviética     | Liudmila Bakonina · União Soviética    | Zhanna Ilina · União Soviética          |
| Moscou 1977 | Natalia Strelkova · União Soviética    |                                        |                                         |
| Moscou 1978 | Carola Weißenberg · Alemanha Oriental  | Kira Ivanova · União Soviética         | Marina Ignatova · União Soviética       |
| Moscou 1979 | Kira Ivanova · União Soviética         | Natalia Strelkova · União Soviética    | Renate Baierova · Tchecoslováquia       |
| Moscou 1980 | Svetlana Frantsuzova · União Soviética |                                        |                                         |
| Moscou 1981 | Kay Thomson · Canadá                   | Kira Ivanova · União Soviética         | Kerstin Wolf · Alemanha Oriental        |
| Moscou 1982 | Kira Ivanova · União Soviética         | Anna Kondrashova · União Soviética     | Anna Antonova · União Soviética         |
| Moscou 1983 | Kira Ivanova · União Soviética         | Anna Kondrashova · União Soviética     | Natalia Lebedeva · União Soviética      |
| Moscou 1984 | Kira Ivanova · União Soviética         | Natalia Lebedeva · União Soviética     | Anna Kondrashova · União Soviética      |
| Moscou 1985 | Caryn Kadavy · Estados Unidos          | Anna Kondrashova · União Soviética     | Natalia Lebedeva · União Soviética      |
| Moscou 1986 | Kira Ivanova · União Soviética         | Jill Trenary · Estados Unidos          | Anna Kondrashova · União Soviética      |
| Moscou 1987 | Cindy Bortz · Estados Unidos           | Natalia Gorbenko · União Soviética     | Natalia Skrabnevskaya · União Soviética |
| Moscou 1988 | Tonya Harding · Estados Unidos         | Natalia Lebedeva · União Soviética     | Natalia Gorbenko · União Soviética      |
| 1989        | Não houve competição                   | Não houve competição                   | Não houve competição                    |
| Moscou 1990 |                                        |                                        |                                         |

### Duplas
| Evento      | Ouro                                                      | Prata                                                              | Bronze                                                   |
| Moscou 1966 | Tamara Moskvina · Alexei Mishin · União Soviética         |                                                                    |                                                          |
| Moscou 1967 | Irina Rodnina · Alexei Ulanov · União Soviética           | Liudmila Suslina · Alexander Tikhomirov (skater) · União Soviética | Galina Karelina · Georgi Proskurin · União Soviética     |
| Moscou 1968 | Tamara Moskvina · Alexei Mishin · União Soviética         | Irina Rodnina · Alexei Ulanov · União Soviética                    |                                                          |
| Moscou 1969 | Irina Rodnina · Alexei Ulanov · União Soviética           | Liudmila Smirnova · Andrei Suraikin · União Soviética              | Tatiana Sharanova · Anatoli Evdokimov · União Soviética  |
| Moscou 1970 | Liudmila Smirnova · Andrei Suraikin · União Soviética     | Galina Karelina · Georgi Proskurin · União Soviética               | Ludmila Belousova · Oleg Protopopov · União Soviética    |
| Moscou 1971 | Ludmila Belousova · Oleg Protopopov · União Soviética     | Liudmila Smirnova · Andrei Suraikin · União Soviética              | Galina Karelina · Georgi Proskurin · União Soviética     |
| Moscou 1972 | Irina Vorobieva · Alexander Vlasov · União Soviética      | Ludmila Belousova · Oleg Protopopov · União Soviética              | Marina Leonidova · Vladimir Bogolyubov · União Soviética |
| Moscou 1973 | Liudmila Smirnova · Alexei Ulanov · União Soviética       | Natalia Dongauzer · Vasili Blagov · União Soviética                | Marina Leonidova · Vladimir Bogolyubov · União Soviética |
| Moscou 1974 | Nadezhda Gorshkova · Evgeni Shevalovski · União Soviética | Kerstin Stolfig · Veit Kempe · Alemanha Oriental                   | Katia Schubert · Knut Schubert · Alemanha Oriental       |
| Moscou 1975 | Nadezhda Gorshkova · Evgeni Shevalovski · União Soviética | Irina Vorobieva · Alexander Vlasov · União Soviética               | Marina Leonidova · Vladimir Bogolyubov · União Soviética |
| Moscou 1976 | Marina Cherkasova · Sergei Shakhrai · União Soviética     | Nadezhda Gorshkova · Evgeni Shevalovski · União Soviética          | Manuela Mager · Uwe Bewersdorf · Alemanha Oriental       |
| Moscou 1977 | Irina Rodnina · Alexander Zaitsev · União Soviética       |                                                                    |                                                          |
| Moscou 1978 | Marina Pestova · Stanislav Leonovich · União Soviética    | Nelli Chervotkina · Viktor Teslia · União Soviética                | Irina Vorobieva · Igor Lisovski · União Soviética        |
| Moscou 1979 | Irina Vorobieva · Igor Lisovski · União Soviética         | Veronika Pershina · Marat Akbarov · União Soviética                | Zhanna Ilina · Alexander Vlasov · União Soviética        |
| Moscou 1980 | Irina Vorobieva · Igor Lisovski · União Soviética         |                                                                    | Elena Valova · Oleg Vasiliev · União Soviética           |
| Moscou 1981 | Larisa Selezneva · Oleg Makarov · União Soviética         | Veronika Pershina · Marat Akbarov · União Soviética                | Lorri Baier · Lloyd Eisler · Canadá                      |
| Moscou 1982 | Veronika Pershina · Marat Akbarov · União Soviética       |                                                                    | Elena Valova · Oleg Vasiliev · União Soviética           |
| Moscou 1983 | Elena Valova · Oleg Vasiliev · União Soviética            | Veronika Pershina · Marat Akbarov · União Soviética                | Elena Bechke · Valeri Kornienko · União Soviética        |
| Moscou 1984 | Larisa Selezneva · Oleg Makarov · União Soviética         | Veronika Pershina · Marat Akbarov · União Soviética                | Elena Bechke · Valeri Kornienko · União Soviética        |
| Moscou 1985 | Larisa Selezneva · Oleg Makarov · União Soviética         | Veronika Pershina · Marat Akbarov · União Soviética                | Elena Bechke · Valeri Kornienko · União Soviética        |
| Moscou 1986 | Elena Kvitchenko · Rashid Kadyrkaev · União Soviética     | Elena Bechke · Valeri Kornienko · União Soviética                  | Liudmila Koblova · Andrei Kalitin · União Soviética      |
| Moscou 1987 | Ekaterina Gordeeva · Sergei Grinkov · União Soviética     | Elena Valova · Oleg Vasiliev · União Soviética                     | Larisa Selezneva · Oleg Makarov · União Soviética        |
| Moscou 1988 | Natalia Mishkutenok · Artur Dmitriev · União Soviética    | Elena Bechke · Denis Petrov · União Soviética                      | Marina Eltsova · Sergei Zaitsev · União Soviética        |
| 1989        | Não houve competição                                      | Não houve competição                                               | Não houve competição                                     |
| Moscou 1990 |                                                           |                                                                    |                                                          |

### Dança no gelo
| Evento      | Ouro                                                      | Prata                                                   | Bronze                                                     |
| Moscou 1966 | Irina Grishkova · Viktor Ryzhkin · União Soviética        |                                                         |                                                            |
| Moscou 1967 | Irina Grishkova · Viktor Ryzhkin · União Soviética        |                                                         |                                                            |
| Moscou 1968 | Annerose Baier · Eberhard Rüger · Alemanha Oriental       |                                                         |                                                            |
| Moscou 1969 | Liudmila Pakhomova · Alexander Gorshkov · União Soviética | Elena Zharkova · Gennadi Karponosov · União Soviética   | Tatiana Voitiuk · Viacheslav Zhigalin · União Soviética    |
| Moscou 1970 | Liudmila Pakhomova · Alexander Gorshkov · União Soviética | Tatiana Voitiuk · Viacheslav Zhigalin · União Soviética | Elena Zharkova · Gennadi Karponosov · União Soviética      |
| Moscou 1971 | Liudmila Pakhomova · Alexander Gorshkov · União Soviética | Tatiana Voitiuk · Viacheslav Zhigalin · União Soviética | Elena Zharkova · Gennadi Karponosov · União Soviética      |
| Moscou 1972 | Liudmila Pakhomova · Alexander Gorshkov · União Soviética | Irina Moiseeva · Andrei Minenkov · União Soviética      | Natalia Linichuk · Gennadi Karponosov · União Soviética    |
| Moscou 1973 | Natalia Linichuk · Gennadi Karponosov · União Soviética   | Irina Moiseeva · Andrei Minenkov · União Soviética      | Svetlana Alexeeva · Alexander Boichuk · União Soviética    |
| Moscou 1974 | Liudmila Pakhomova · Alexander Gorshkov · União Soviética | Irina Moiseeva · Andrei Minenkov · União Soviética      | Teresa Weyna · Piotr Bojanczyk · Polónia                   |
| Moscou 1975 | Liudmila Pakhomova · Alexander Gorshkov · União Soviética | Natalia Linichuk · Gennadi Karponosov · União Soviética | Lilia Karavaeva · Viacheslav Zhigalin · União Soviética    |
| Moscou 1976 | Irina Moiseeva · Andrei Minenkov · União Soviética        | Natalia Linichuk · Gennadi Karponosov · União Soviética | Marina Zueva · Andrei Vitman · União Soviética             |
| Moscou 1977 | Irina Moiseeva · Andrei Minenkov · União Soviética        |                                                         |                                                            |
| Moscou 1978 | Irina Moiseeva · Andrei Minenkov · União Soviética        | Elena Garanina · Igor Zavozin · União Soviética         | Marina Zueva · Andrei Vitman · União Soviética             |
| Moscou 1979 | Natalia Linichuk · Gennadi Karponosov · União Soviética   | Natalia Bestemianova · Andrei Bukin · União Soviética   | Natalia Karamysheva · Rostislav Sinitsyn · União Soviética |
| Moscou 1980 | Natalia Linichuk · Gennadi Karponosov · União Soviética   |                                                         | Natalia Bestemianova · Andrei Bukin · União Soviética      |
| Moscou 1981 | Natalia Bestemianova · Andrei Bukin · União Soviética     | Irina Moiseeva · Andrei Minenkov · União Soviética      | Olga Volozhinskaya · Alexander Svinin · União Soviética    |
| Moscou 1982 | Natalia Bestemianova · Andrei Bukin · União Soviética     | Olga Volozhinskaya · Alexander Svinin · União Soviética | Marina Klimova · Sergei Ponomarenko · União Soviética      |
| Moscou 1983 | Natalia Bestemianova · Andrei Bukin · União Soviética     |                                                         |                                                            |
| Moscou 1984 | Marina Klimova · Sergei Ponomarenko · União Soviética     | Natalia Bestemianova · Andrei Bukin · União Soviética   | Olga Volozhinskaya · Alexander Svinin · União Soviética    |
| Moscou 1985 | Natalia Bestemianova · Andrei Bukin · União Soviética     | Marina Klimova · Sergei Ponomarenko · União Soviética   | Natalia Annenko · Genrikh Sretenski · União Soviética      |
| Moscou 1986 | Marina Klimova · Sergei Ponomarenko · União Soviética     | Natalia Annenko · Genrikh Sretenski · União Soviética   | Maya Usova · Alexander Zhulin · União Soviética            |
| Moscou 1987 | Marina Klimova · Sergei Ponomarenko · União Soviética     | Maya Usova · Alexander Zhulin · União Soviética         | Natalia Annenko · Genrikh Sretenski · União Soviética      |
| Moscou 1988 | Marina Klimova · Sergei Ponomarenko · União Soviética     | Larisa Fedorinova · Evgeni Platov · União Soviética     | Ilona Melnichenko · Gennadi Kaskov · União Soviética       |
| 1989        | Não houve competição                                      | Não houve competição                                    | Não houve competição                                       |
| Moscou 1990 |                                                           |                                                         |                                                            |